# Opercularia hispida
Opercularia hispida là một loài thực vật có hoa trong họ Thiến thảo. Loài này được Spreng. mô tả khoa học đầu tiên năm 1824.